# 新潟県道9号長岡栃尾巻線

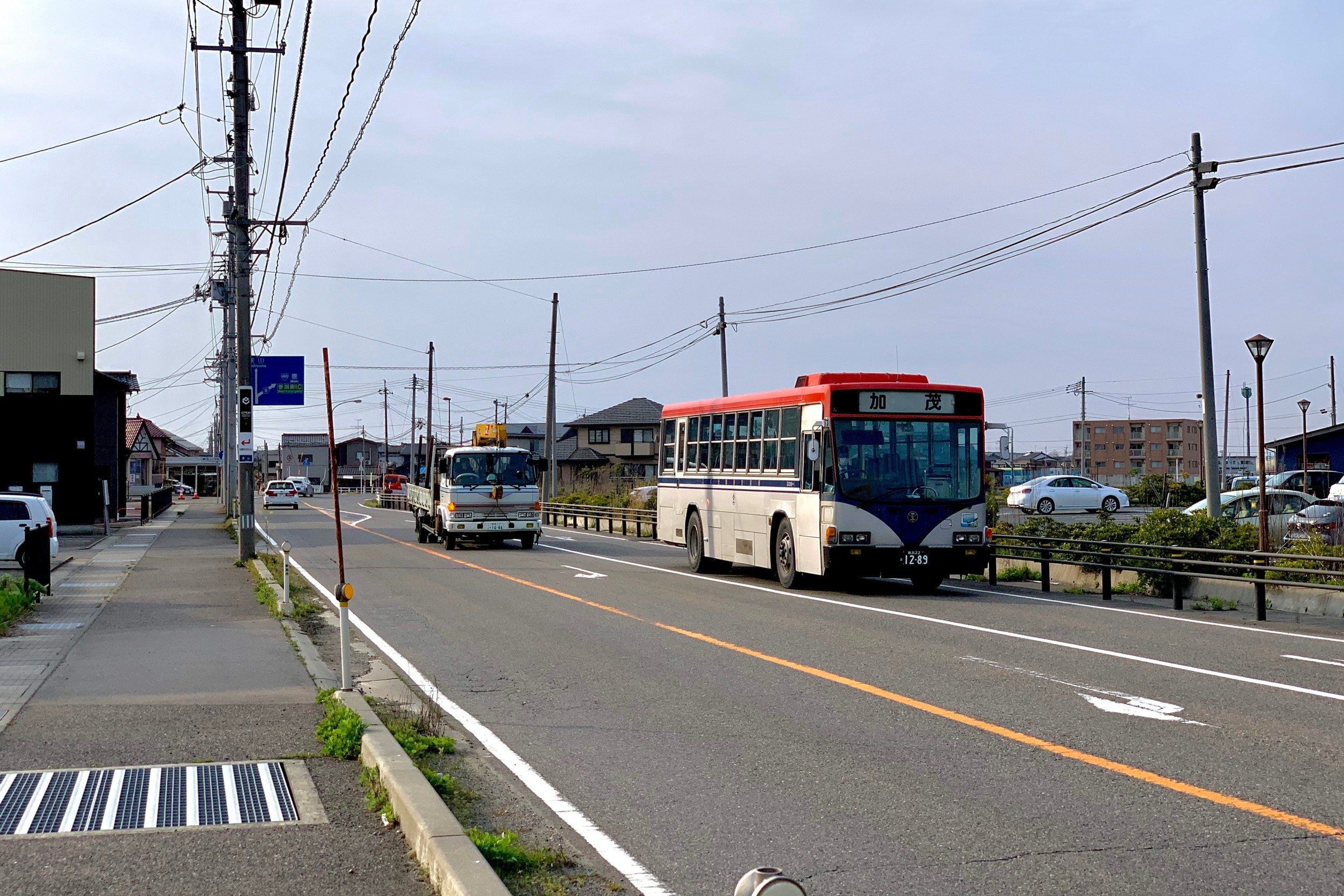
巻潟東インター駐車場付近（新潟市西蒲区、2020年4月）

新潟県道9号長岡栃尾巻線（にいがたけんどう9ごう ながおかとちおまきせん）は、新潟県長岡市から新潟市西蒲区に至る県道（主要地方道）である。

## 概要

### 路線データ
- 起点：長岡市中沢（中沢インターチェンジ＝国道17号、国道404号交点）
- 終点：新潟市西蒲区漆山字砂押（巻潟東インターチェンジ＝国道460号、北陸自動車道交点）

## 歴史
- 1993年（平成5年）5月11日 - 建設省から、県道長岡栃尾加茂線の一部・県道加茂巻線・県道新潟小須戸三条線の一部・県道白根間瀬線の一部・県道白根黒埼線の一部・県道新潟燕線の一部が長岡栃尾巻線として主要地方道に指定される[1]。
- 1994年（平成6年）4月2日 - 新潟県が上記の主要地方道指定に基づき県道809号長岡栃尾加茂線と加茂巻線を廃止し県道9号長岡栃尾巻線を認定[要出典]。

## 路線状況

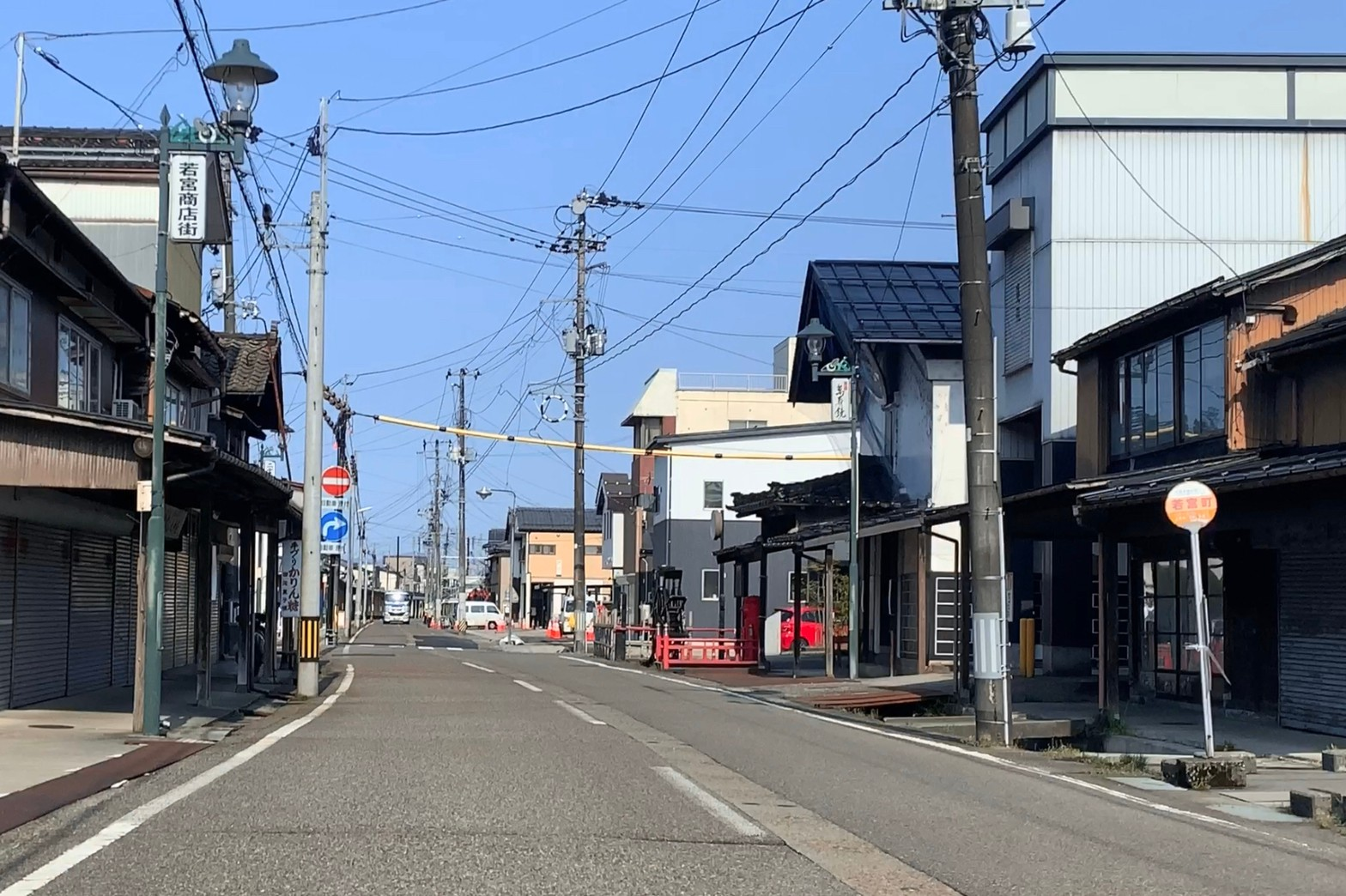
加茂市若宮町付近。加茂市街は一部一方通行となっているが、雁木通りの古いまちなみを解体して拡幅工事を行い、新たに「雁木型アーケード」の新設を行う都市計画道路事業が行われている（2020年4月）

新潟市新潟市西蒲区内にある門田のハザ並木は、読売新聞社選定の「新・日本街路樹100景」（1994年）のひとつに選定されている。
長岡市は政令指定都市ではないが、特例によって長岡栃尾巻線の一部区間（起点 - 成願寺町）の道路管理者となっている。

### バイパス
- 加茂市幸町 - 同市加茂新田（川西） - 同市前須田 - 新潟市南区清水 - 同市西蒲区六分間
  - 両郡橋（清水 - 六分）

上記バイパス道路のうち、加茂市中心部から信濃川を挟んで新潟市西蒲区六分にかけての区間では現在整備事業が進捗しており、完成区間が順次開通している。加茂市後須田（うらすだ）地内の旧区間は道幅が非常に狭隘で、集落内を複雑にクランクしている上に歩道も設けられていない。また新潟市南・西蒲両区境の中ノ口川に架かっていた両郡橋の2代目橋梁（1934年に架けられたトラス橋）も老朽化が著しく進行し、幅員が非常に狭隘な上に9.0 tの重量制限が設けられ一部の大型車が通行できないなど、いずれも自動車や歩行者などの通行上、大きな障害となっていることから整備が進められた。
このうち両郡橋は2009年（平成21年）3月29日に現橋梁が開通し、その後橋梁部周辺の整備工事を経て全面竣工。橋梁部における大型車の重量制限は現橋梁開通と同時に解除された。また加茂市加茂新田と同市前須田（まえすだ）を結んで信濃川を横断する新橋梁「加茂大橋」が2010年（平成22年）12月4日に開通し、前須田 - 後須田間の既供用区間と合わせ、加茂市中心部と国道8号を短絡するルートが新設された。最後に残った新潟市南区茨曽根庚地内の新経路は2011年度（平成23年度）中に全面竣工し、幸町 - 六分間の改良事業が完成した。

### 通称
- 悠久山公園道路・悠久山通り（（平潟公園前 - ）中沢IC - 中沢三丁目三差路（ - 中貫町一丁目））

### 重複区間
- 新潟県道24号栃尾山古志線（長岡市栃尾大野町2丁目 - 北荷頃交差点）
- 国道290号（長岡市巻渕2丁目・巻渕交差点 - 長岡市下樫出・下樫出交差点）
- 国道290号（三条市上谷地 - 加茂市大字黒水）
- 国道403号（加茂市幸町1丁目・幸町一交差点 - 加茂市大字加茂・丸潟交差点）

### 道路施設

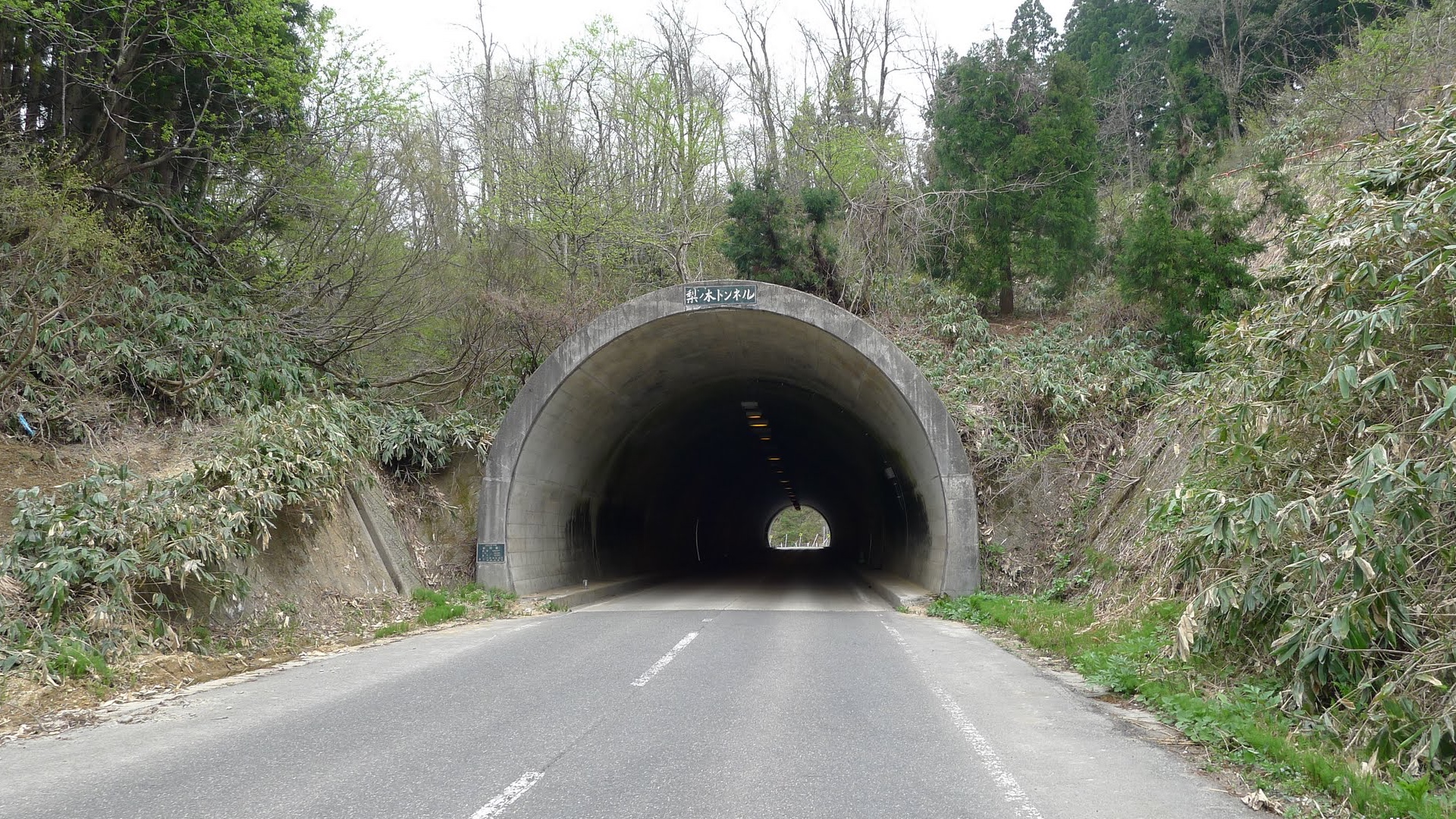
梨ノ木トンネル（新潟県長岡市九川）

#### 橋
- 大布橋（西谷川、長岡市栃尾表町）
- 刈谷田橋（刈谷田川、長岡市栃尾本町 - 同市金沢1丁目）
- 二日町橋（塩谷川、長岡市熊袋 - 同市二日町）
- 上塩橋（塩谷川、長岡市二日町 - 同市上塩）
- 新町橋（塩谷川、長岡市上塩 - 同市塩新町）
- 鶴亀橋（五十嵐川、三条市荒沢 - 同市森町）
- 加茂跨線橋（信越本線、加茂市駅前 - 同市番田）
- 五反田橋（信濃川、南蒲原郡田上町大字保明新田 - 加茂市大字五反田）
- 加茂大橋（信濃川、加茂市加茂新田 - 同市前須田）
- 両郡橋（中ノ口川、新潟市南区清水 - 同市西蒲区六分）

#### トンネル
- 梨ノ木トンネル（長岡市九川 - 三条市小長沢）

## 地理

### 通過する自治体
- 長岡市
- 三条市
- 加茂市
- 南蒲原郡田上町
- 新潟市（南区 - 西蒲区）

### 交差する道路
- 長岡市

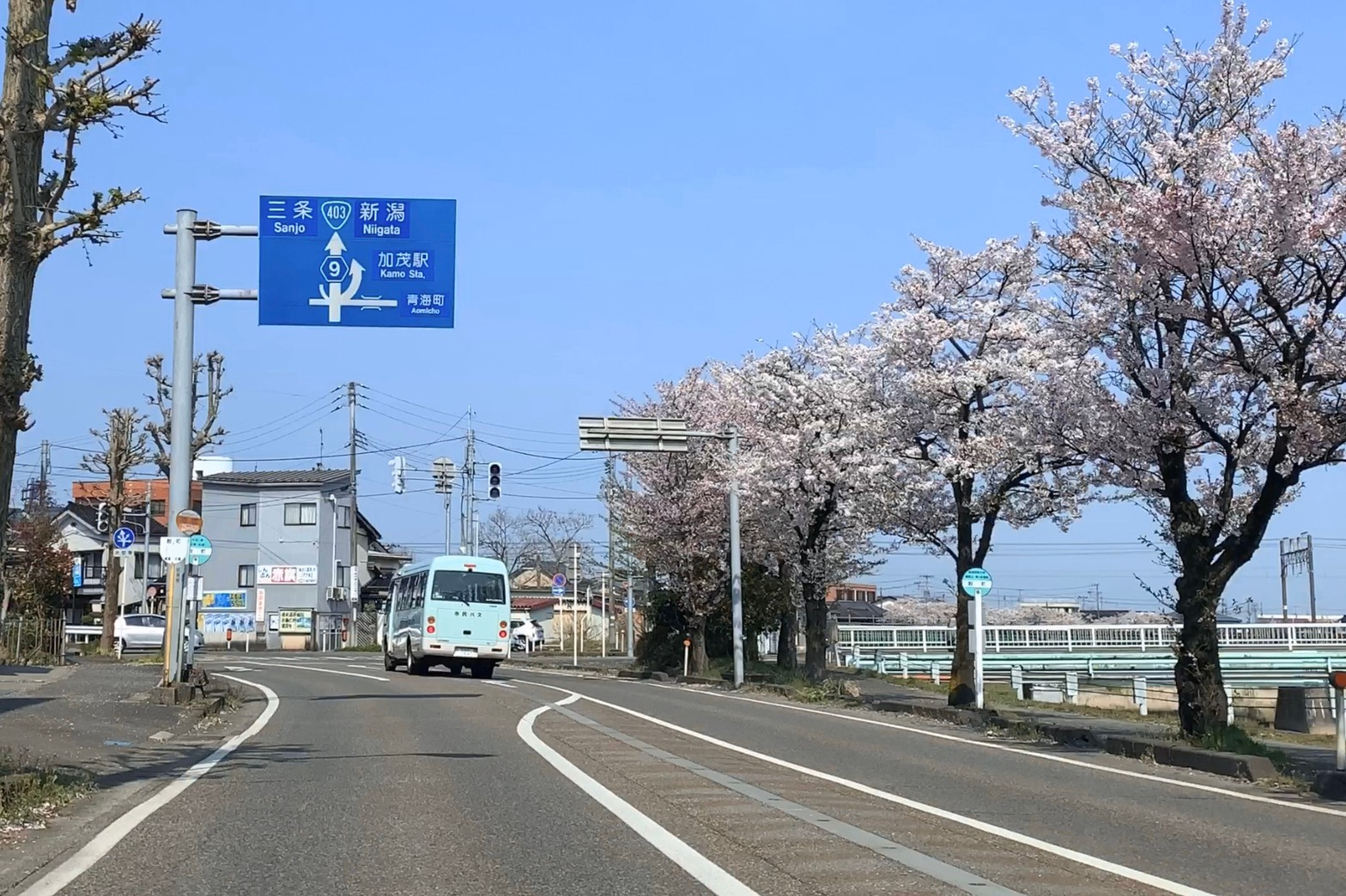
加茂市穀町付近（2020年4月）

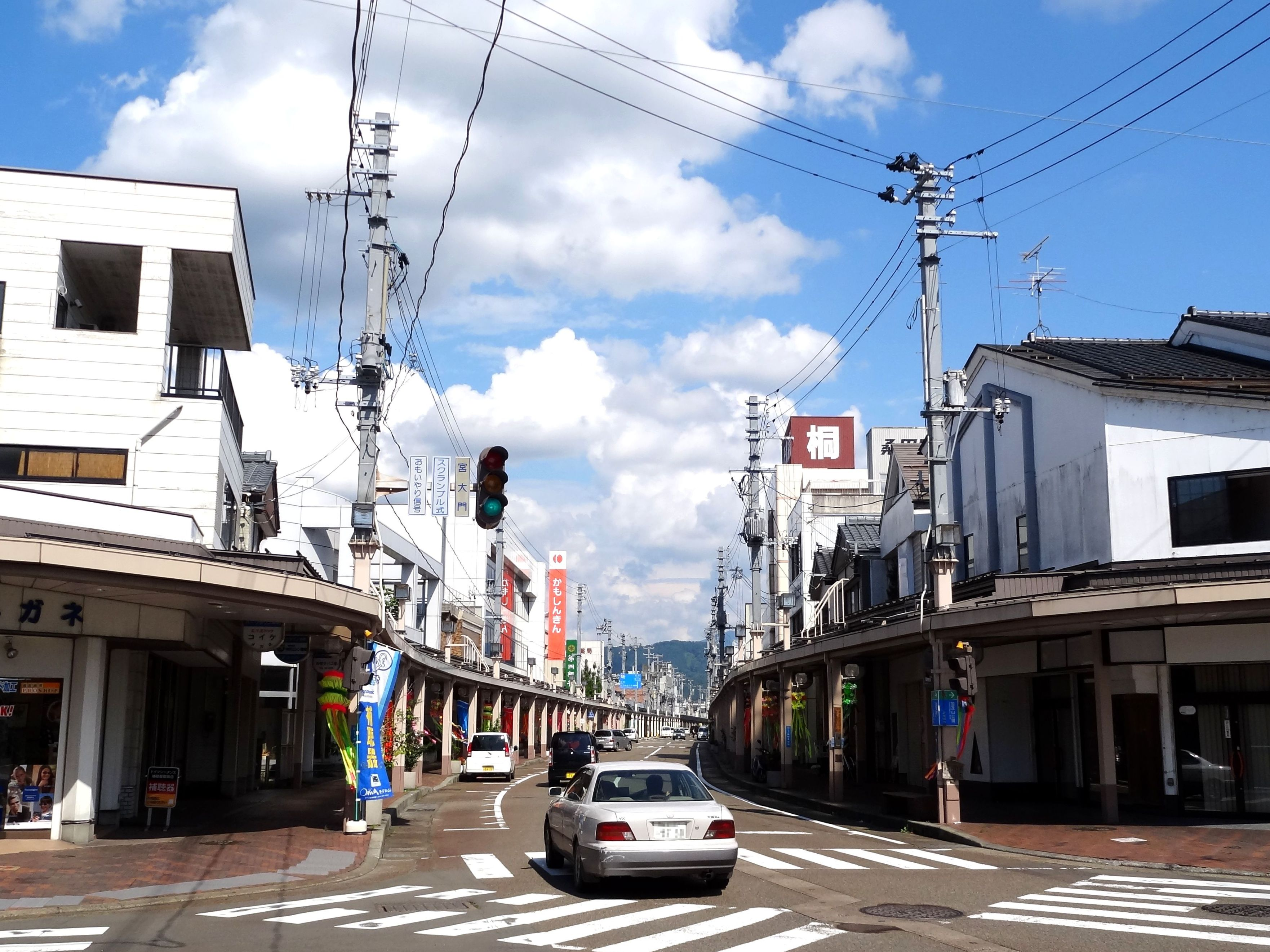
加茂市中心部を通る新潟県道9号

  - 国道17号 長岡東バイパス・国道404号（中沢IC・悠久山通り交差点）
  - 新潟県道283号西片貝浦瀬線（中貫町一丁目・栖吉郵便局前）
  - 新潟県道24号栃尾山古志線（長岡市栃尾大野町2丁目）
  - 新潟県道24号栃尾山古志線（北荷頃交差点）
  - 新潟県道138号栃尾田井線（大布橋西詰）
  - 新潟県道19号見附栃尾線（谷内二丁目 - 金町一丁目）
  - 国道290号（中道橋西詰交差点 - 下樫出交差点）
  - 新潟県道210号遅場見附線（二日町 - 上塩）
- 三条市
  - 国道289号（荒沢小学校前交差点）
  - 新潟県道281号森町鹿峠線（森町）
  - 新潟県道471号鹿熊中浦線（中浦）
  - 国道290号（上谷地 - 加茂市・七谷大橋西詰）
    - （この間、国道290号重複）
- 加茂市
  - 新潟県道244号宮寄上加茂線（高柳・艶柳橋東詰）
  - 新潟県道226号出戸村松線（出戸）
  - 国道290号（七谷大橋西詰）
  - 新潟県道137号天神林上条線（道半交差点）
  - 新潟県道497号加茂停車場線（仲町 - 宮大門交差点）
  - 国道403号（幸町一丁目交差点）
  - 国道403号 三条北バイパス（丸潟交差点）
  - 新潟県道1号新潟小須戸三条線（川西交差点）
  - 新潟県道141号白根黒埼線（前須田交差点）
- 新潟市南区
  - 国道8号（清水交差点）
  - 新潟県道153号燕白根線（両郡橋東詰交差点）
- 新潟市西蒲区
  - 新潟県道127号新津茨曽根燕線（両郡橋西詰 - 六分交差点）
  - 新潟県道55号新潟五泉間瀬線（門田・中之口出張所前三差路）
  - 新潟県道250号月潟吉田線（河間交差点 - 福島）
  - 新潟県道44号新潟燕線（道上 - 打越）
  - 北陸自動車道 巻潟東IC・国道460号